# یواس‌اس انتیتام (سی‌وی-۳۶)
یواس‌اس انتیتام (سی‌وی-۳۶) (به انگلیسی: USS Antietam (CV-36)) یک کشتی بود که طول آن As built:
۸۸۸ فوت (۲۷۱ متر) overall بود. این کشتی در سال ۱۹۴۴ ساخته شد.